# Du & Jag Döden
Du & Jag Döden (Jij & Ik de Dood) is een album uit 2005 van de Zweedse band Kent. Zoals reeds uit de titel blijkt, is de dood het hoofdthema van het album.

## Nummers
Alle nummers door Joakim Berg tenzij anders aangegeven
1. 400 slag
2. Du är ånga
3. Den döda vinkeln
4. Du var min armé
5. Palace & Main (J. Berg/M. Sköld)
6. Järnspöken
7. Klåparen (J. Berg/M. Sköld)
8. Max 500
9. Romeo återvänder ensam (J. Berg/M. Sköld)
10. Rosor & palmblad
11. Mannen i den vita hatten (16 år senare)